# キリアン・ヘイズ
キリアン・デロン・アントロン・ヘイズ（Killian Deron Antron Hayes, 2001年7月27日 - ）は、フランスのプロバスケットボール選手。アメリカ合衆国・フロリダ州レイクランド出身。ポジションはポイントガード。

## 来歴

### NBA以前
アメリカ人の父親とフランス人の母親を持ち、アメリカ合衆国に生まれる。父親のデロンは当時プロバスケットボール選手であり、彼がフランスのプロバスケットボールリーグのLNBでプレーすることが決まったため1歳のときに家族でフランスのショレに移住し、以後フランスに定住した。

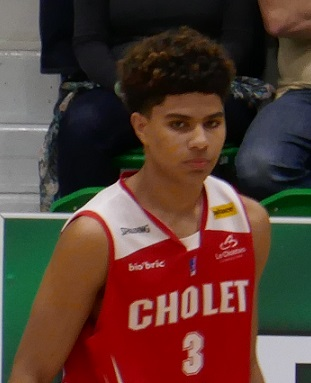
ショレ・バスケットでのヘイズ（2018年）

幼少期からバスケットボールを始め、LNBのショレ・バスケットのユースチームでプレーした。自身はアメリカでプレーすることを望んでいたが、最終的にはフランスに留まり、現役時代にアメリカでプレーした経験を持つ父親の指導を受けた。
2017年にショレのトップチームと契約し、同年に16歳でプロデビューを果たした。
2019年にドイツのプロバスケットボールリーグのバスケットボール・ブンデスリーガに所属するレシオファーム・ウルムと3年契約を結んだ。11月20日の試合で、ユーロカップでリッキー・ルビオに次ぐ史上2番目の若さでダブル・ダブルを記録した。その後新型コロナウイルスの影響でシーズンが中断され、ヘイズは2020年のNBAドラフトにエントリーしてアメリカへ渡り、チームを離脱した。

### デトロイト・ピストンズ
2020年11月18日に行われたNBAドラフトにて1巡目全体7位でデトロイト・ピストンズから指名され、12月1日にピストンズとのルーキー契約に合意した。2021年1月4日のミルウォーキー・バックス戦で股関節を負傷し、同月20日に最低2カ月の欠場をすることが発表された。4月29日のダラス・マーベリックス戦でシーズンハイとなる11アシストを記録したが、チームは105-115で敗れた。5月9日のシカゴ・ブルズ戦でシーズンハイとなる21得点を含む7リバウンド、8アシストを記録したが、チームは96-108で敗れた。
2022年2月11日のシャーロット・ホーネッツ戦でキャリアハイとなる12アシストを含む11得点を記録したが、チームは119-141で敗れた。4月1日のオクラホマシティ・サンダー戦でキャリアハイとなる26得点を含む7リバウンド、8アシスト、5スティールを記録し、チームは110-101で勝利した。
12月28日のオーランド・マジック戦で、試合中にルーズボールを競っていたモリツ・ワグナーに後ろから押され、ヘイズはベンチに押しやられた。するとヘイズはワグナーの後頭部を叩き、乱闘がはじまった。ヘイズ、ワグナー、さらに乱闘に加担したハミドゥ・ディアロの3人が退場処分を受け、翌日にヘイズは3試合の無給出場停止処分を受けた。
2024年2月8日にピストンズから解雇された。

### ブルックリン / ロングアイランド・ネッツ
9月20日にブルックリン・ネッツとの契約に合意したが、10月19日解雇された。同月27日にNBAGリーグのロングアイランド・ネッツへ加入した。2025年2月19日にブルックリン・ネッツとの10日間契約に合意した。

## 家族
父親のデロン・ヘイズも元プロバスケットボール選手であり、ABAリーグとLNBでプレーした。

## 個人成績

### NBA

#### レギュラーシーズン
| シーズン | チーム | GP  | GS  | MPG  | FG%  | 3P%  | FT%  | RPG | APG | SPG | BPG | PPG  |
| -------- | ------ | --- | --- | ---- | ---- | ---- | ---- | --- | --- | --- | --- | ---- |
| 2020–21  | DET    | 26  | 18  | 25.8 | .353 | .278 | .824 | 2.7 | 5.3 | 1.0 | .4  | 6.8  |
| 2021–22  | DET    | 66  | 40  | 25.0 | .383 | .263 | .770 | 3.2 | 4.2 | 1.2 | .5  | 6.9  |
| 2022–23  | DET    | 76  | 56  | 28.3 | .377 | .280 | .821 | 2.9 | 6.2 | 1.4 | .4  | 10.3 |
| 2023–24  | DET    | 42  | 31  | 24.0 | .413 | .297 | .660 | 2.8 | 4.9 | .9  | .5  | 6.9  |
| 2024–25  | BKN    | 6   | 5   | 27.0 | .419 | .381 | .833 | 3.0 | 5.2 | .7  | .7  | 9.0  |
| 通算     | 通算   | 216 | 150 | 26.1 | .383 | .281 | .777 | 2.9 | 5.2 | 1.2 | .4  | 8.1  |